# Bangladesh Bar Council

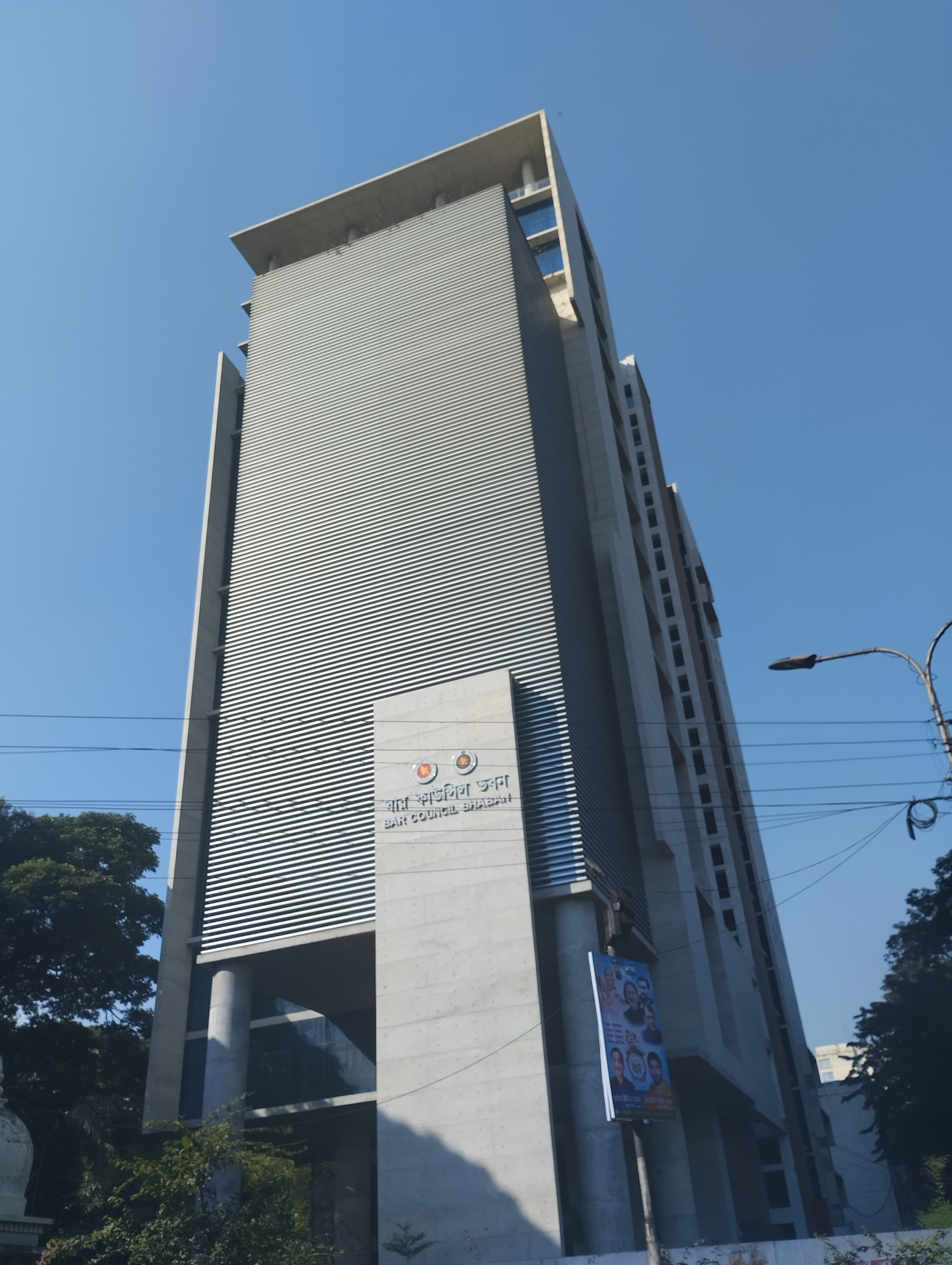

Das Bangladesh Bar Council (bengalisch বাংলাদেশ বার কাউন্সিল, Bānlādēśa bāra kā’unsila, dt.: „Anwaltskammer von Bangladesch“) ist eine gesetzliche autonome Körperschaft in Bangladesch, die gemäß der Legal Practitioners and the Bar Council Order 1972 gegründet wurde. Es ist die Zulassungs- und Regulierungsbehörde für Anwälte in Bangladesch. Das Bangladesh Bar Council stellt sicher, dass jeder Anwalt die höchsten professionellen Standards einhält und sich an die Etikette hält.
Die Anwaltskammer kann Tribunale einrichten, um Beschwerden gegen Anwälte zu untersuchen und zu verfolgen. Im Jahr 2019 gab es fünf solcher Tribunale. Ein Tribunal kann einen Anwalt rügen, suspendieren oder aus der Praxis ausschließen. Von 2014 bis 2018 wurden 378 Beschwerden bearbeitet. Neun Anwälte verloren ihre Zulassung dauerhaft, sechs wurden für einen begrenzten Zeitraum suspendiert.

## Geschichte
Das council wurde 1972 durch die Rechtsanwalts- und Anwaltskammer gegründet. Es hat 15 Mitglieder, unter dem Vorsitz des Attorney General of Bangladesh (Generalstaatsanwalts, অ্যাটর্নি). Es veröffentlicht die juristische Zeitschrift (Law Review) „Bangladesch Legal Decisions“. Die Mitglieder des Councils werden gewählt. Die gewählten Mitglieder wählen in ihrer ersten Sitzung aus ihrer Mitte einen stellvertretenden Vorsitzenden und verschiedene ständige Ausschüsse, nämlich den Exekutivausschuss, den Finanzausschuss, den Ausschuss für juristische Ausbildung, den Zulassungsausschuss und andere (viz-Executive Committee, Finance Committee, Legal Education Committee, Enrolment Committee).